# مهيتاب قادين أفندي
مهيتاب قادين أفندي هي زوجة السلطان العثماني عبد المجيد الأول. وُلدت في 1830 في محج قلعة، وتوفيت في 1888 في قصر يلدز.